# Енрике Бернолди
Вижте пояснителната страница за други личности с името Енрике.
Енрике Бернолди (на португалски: Enrique Bernoldi) е бразилски автомобилен състезател от Формула 1, роден на 19 октомври 1978 година в Куритиба, Бразилия. Има 28 старта в световния шампионат.